# مع السلامة يا جميل (فلم)
مع السلامة يا جميل هو فيلم وثائقي طويل، عُرض عام 2008 من إخراج عمر شرقاوي. يروي قصة شاب يدعى جميل وقع تحت وطأت الضغوط القاسية نتيجة تعرض والدتهُ للقتل، تم عرض الفيلم في الهيئة الملكية للأفلام.

## قصة الفيلم
يتحدث الفيلم عن قصة شاب يدعى جميل الذي وقع تحت المشاكل المؤلمة والعنيفة، نتيجة قتل والدتهُ بسبب إختلاف طائفي مربوط بجملة الثأر، ويعيش جميل في منطقة نوربر وسط العاصمة الدنماركية كوبنهاغن، وهي منطقة متعددة الأعراق والجنسيات المختلفة توقعه في متاهات نتيجة تعقيدات قراره لأخذ ثأر والدته على يد محمود المنتمي لطائفة شيعية، وهذا يؤدي إلى قتل صديقه عمر الذي كان يكره الطائفية. وبالنهاية اكتشف أن كل ما كان يفعله خاطئ ولكن بعد فوات الأوان، وهكذا استمتدت الأحداث من قتل وضحايا. فهدف المخرج هو توضيح صورة الكراهية غير المبررة بين الأمم مبيناَ أن الأحداث ممكن أن تجري بأي مكان في العالم وأيضاً يظهر المشاكل التي تحدث بسبب الديانات واختلاف الأعراق.

## الجوائز
حصل الفيلم على العديد من الجوائز الدولية أهمها:
- جائزة أفضل إخراج في مهرجان ترانسلفانيا السينمائي الدولي.
- جائزة كنيسة السويد.
- جائزة FIPRESCI في مهرجان غوتبورغ.
- الجائزة الكبرى في مهرجان وارسو السينمائي الدولي.